# 龔俊
龔俊（ゴン・ジュン、1992年11月29日 - ）は、中国の俳優。
2015年に俳優デビュー。『ロマンスの方程式』や『華麗なる契約結婚』などの青春アイドルドラマに立て続けに主演し、2021年のブロマンス時代劇『山河令』で国際的にブレイクした。

## 来歴
小売業を営む両親の息子として四川省成都市に生まれる。子どもの頃の夢は科学者になることであり、大人になったら鍋料理店や串焼き店を営みたいと考えていた。
演技を勉強していた同級生の影響で演劇に興味を持ち、東華大学の表演系に入学する。大学在学中からCMモデルを務めていたが、やがて映画やテレビドラマの俳優の道を志し、大学卒業後に北京へ渡った。
2015年、時代劇『刀剣繚乱』に出演して正式に芸能界入り。2016年にコメディ映画『囧日之東京大冒険』で映画デビューし、SFサスペンス映画『异生探』で映画初主演を果たす。2017年、ファンタジー時代劇『酔麗花〜エターナル・ラブ〜』で第11皇子・元澈役を演じて頭角を現し、同作のスピンオフシリーズでは主演を務めた。
2018年、BLドラマ『盛勢 Advance Bravely』で現代劇の連続ドラマに初主演する。2019年にはフランスの3Dアニメ映画『Drôles de petites bêtes』の中国語版で主人公・アポロ役の吹き替えを担当し、劇場アニメの声優に初挑戦した。元気でキュート、勇敢なイメージを表現した役作りは全方位からの称賛を受けた。
2020年には恋愛ドラマ『ロマンスの方程式』にクールな法医学部生役で主演する。さらにトレンディドラマ『華麗なる契約結婚』では温厚な外科医役、ファンタジー時代劇『絶世令嬢 完結篇〜お嬢さまの恋のタイムスリップ〜』ではツンデレ王子役で主演を務めて好評を博した。
2021年、ブロマンス時代劇『山河令』に温客行役で主演し、第6回金骨朵網絡影視盛典最優秀俳優賞を受賞する。続けてアクションロマンスドラマ『ラブ・ヒーロー〜私のカレはイケメン消防士〜』やラブサスペンスドラマ『沈睡花園 シークレット・メモリーズ』でも主演を務め、最も注目を浴びる若手俳優の一人となった。
ブレイクを機にCM契約が急増し、2021年から2022年にかけて361度、KFCコーポレーション、蒙牛乳業、康師傅、Honorなど約50社の企業・ブランドのイメージキャラクターに起用された。2023年と2024年にはロレアル パリのアンバサダーとしてカンヌ国際映画祭に招待され、ジェイソン・ウーがデザインした初の紳士服を着用してレッドカーペットを歩いた。
2023年にはビジネスドラマ『我要逆風去』やクライムサスペンスドラマ『風過留痕』に主演し、俳優として新境地を開く。2024年には人気漫画を実写化したファンタジー時代劇『縁結びの妖狐ちゃん 月紅篇』で主人公の東方月初役を演じ、そのスマートで活き活きとした演技を高く評価された。

## 人物

### 私生活
中学生の時に父親が病気になったことをきっかけに家事全般を手伝うようになり、炊事から掃除まで身の回りのことを一通りこなせるようになった。高校時代はオンラインゲームに熱中し、『World of Warcraft』をプレイするために夜中に家を抜け出してインターネットカフェへ向かったこともあった。
趣味はフィットネス、旅行、映画鑑賞。これまで青春アイドルドラマに数多く主演してきたが、自らが好んで視聴しているのは『ブラック・ミラー』や『FARGO/ファーゴ』などのサスペンスドラマである。

### 社会貢献活動
これまでに様々な社会貢献活動に取り組んでいる。2019年、自身の誕生日にちなんで名付けられた写真集『1129』の収益を公共福祉事業を支援する慈善団体に全額寄付した。2021年河南洪水の発災時には27人のアーティストとともにチャリティーソング「堅信愛會贏」を歌い、被災地に義援金を寄付した。
2022年4月には母校の東華大学に感染症対策用品と日用品をファンネーム名義で寄付し、同年9月には瀘定地震の救援のために四川省瀘定県の被災地に寄付を行った。また、子どものたちの食事環境を改善するため、四川省の小学校3校にキッチン設備を寄贈した。
2023年10月、『VOGUE+』のゲスト編集者として4人の中国人若手デザイナーと協力し、チャリティー目的の衣料品シリーズを立ち上げた。衣料品のデザインは北京星興裕教育研究所の自閉症の子どもたちが描いた絵から着想を得ており、売り上げの一部は自閉症コミュニティを支援する興興裕特別基金に寄付されている。

## 出演

### ドラマ
| 放映年   | 邦題 原題                                                      | 役名     | 放送局              |
| 2016年   | 刀剣繚乱 刀剑缭乱                                              | 辟閭     | iQIYI               |
| 2017年   | 酔麗花〜エターナル・ラブ〜 醉玲珑                              | 元澈     | 東方衛視            |
| 2017年   | 醉玲珑番外之玲珑醉梦                                           | 元澈     | Youku               |
| 2018年   | 盛勢 Advance Bravely 盛势                                      | 夏耀     | 漫放app             |
| 2019年   | 絶世令嬢 〜お嬢様はイケメンがお好き!?〜 绝世千金               | 鐘無寐   | iQIYI               |
| 2019年   | ユア♡フレーバー 〜契約キスではじまる恋!?〜 看见味道的你        | 陸微尋   | iQIYI               |
| 2020年   | ロマンスの方程式 致我们甜甜的小美满                            | 趙泛舟   | テンセントビデオ    |
| 2020年   | 華麗なる契約結婚 从结婚开始恋爱                                | 凌睿     | Mango TV            |
| 2020年   | 絶世令嬢 完結篇〜お嬢さまの恋のタイムスリップ〜 绝世千金完結篇 | 鐘無寐   | Youku               |
| 2021年   | 舒克與桃花 第12話                                              | 小騙子   | Mango TV            |
| 2021年   | 山河令                                                         | 温客行   | Youku               |
| 2021年   | 指尖少年                                                       | 任一侠   | Mango TV            |
| 2021年   | ラブ・ヒーロー〜私のカレはイケメン消防士〜 你好，火焰蓝        | 霍言     | Youku               |
| 2021年   | 而你剛好發光                                                   | 方岩     | テンセントビデオ    |
| 2021年   | 沈睡花園 シークレット・メモリーズ 沉睡花园                     | 林深     | 湖南衛視 / Mango TV |
| 2023年   | 安楽伝 安乐传                                                  | 韓烨     | Youku               |
| 2023年   | 我要逆风去                                                     | 徐斯     | 東方衛視 / iQIYI    |
| 2024年   | 縁結びの妖狐ちゃん 月紅篇 狐妖小红娘月红篇                     | 東方月初 | iQIYI               |
| 放送予定 | 风过留痕                                                       | 葉謙     | テンセントビデオ    |
| 放送予定 | 我们与法庭的距离                                               | 沈謝秩   | テンセントビデオ    |
| 放送予定 | 暗河传                                                         | 蘇暮雨   | Youku               |

### 映画
| 公開年 | 邦題 原題                           | 役名   | 備考                |
| 2016年 | 囧日之东京大冒险                    | VK     |                     |
| 2017年 | 异生探                              | 翼生   |                     |
| 2019年 | 虫林大作战 Drôles de petites bêtes  | 阿波羅 | アニメ映画 声の出演 |
| 2023年 | プロジェクトX-トラクション 狂怒沙暴 | 海明   |                     |

## 音楽作品
| 発表年 | 曲名         | 備考                                                         |
| 2019年 | 但為君故     | 『絶世令嬢 〜お嬢様はイケメンがお好き!?〜』挿入歌            |
| 2020年 | 甜甜小美満   | 『ロマンスの方程式』オープニング曲                           |
| 2020年 | 有你的青春   | 『ロマンスの方程式』エンディング曲                           |
| 2020年 | 習慣妳       | 『華麗なる契約結婚』挿入歌                                   |
| 2021年 | 天涯客       | 『山河令』エンディング曲                                     |
| 2021年 | 滾燙勳章     | 『ラブ・ヒーロー〜私のカレはイケメン消防士〜』オープニング曲 |
| 2021年 | 把未来点亮   | 中国共産党創立100周年記念アルバム『百年』収録曲              |
| 2021年 | Sweet        | 『ラブ・ヒーロー〜私のカレはイケメン消防士〜』挿入歌         |
| 2021年 | 堅信愛會贏   | 2021年河南洪水被災地支援チャリティーソング                   |
| 2022年 | 恭喜發財     | シングル                                                     |
| 2022年 | 春意福盈     | シングル                                                     |
| 2022年 | 青年説       | 央視新聞・網易雲音楽共同制作曲                               |
| 2022年 | 小小的肩膀   | 国家広播電視総局キャンペーンソング                           |
| 2022年 | 有理想更青春 | 中国共産党第20回全国代表大会記念アルバム『領航新時代』収録曲 |
| 2023年 | 追風破浪     | 新華社「五四青年節」キャンペーンソング                       |
| 2023年 | 這份愛       | 『風過留痕』挿入歌                                           |
| 2023年 | 明天晴空万里 | シングル                                                     |